# José Marquez (ciclista)
José Marquez (José Marquês)

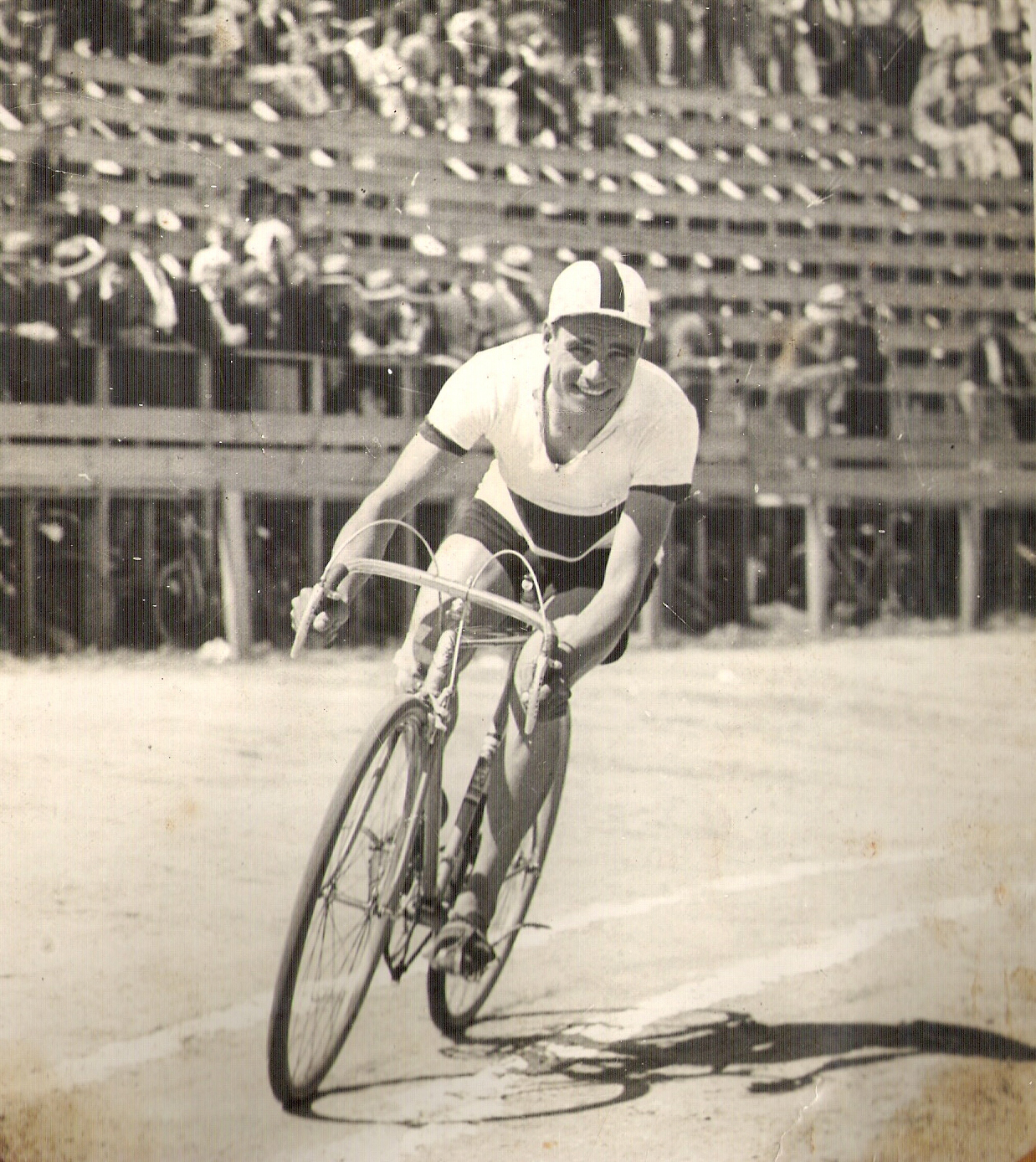
Pentacampeão do Ciclismo em Portugal (1934, 1935, 1936, 1937 e 1938).

## Biografia
José Poucapena Marquez (ou José Poucapena Marquês depois de uma reforma ortográfica) nasceu em Vila Chã de Ourique, Portugal, a 08 de junho de 1910 e faleceu em São Paulo, Brasil, a 16 de novembro de 1991.
Foi importante figura do ciclismo em Portugal dos chamados “primeiros tempos“ deste esporte.
Tornou-se famoso por causa dos sprints e records com que, segundo os jornais, revolucionou o ciclismo português de sua época. Foi descrito como um atleta modelo e seu nome chegou a ser sugerido para, como representante de Portugal, participar da Volta à França e dos Jogos Olímpicos de Berlim em 1936. Ganhou o Campeonato de Ciclismo em Portugal em 1934, 1935, 1936, 1937 e 1938. Em 1938, também correu no Brasil e foi vencedor.
Colocado numa perspectiva histórica, José Marquez foi um sucessor de José Maria Nicolau e Alfredo Trindade.

## Família
José Marquez foi casado com Maria Henriques Ruivo e teve uma única filha: Celeste Henriques Marquês, casada em São Paulo (Brasil) com Franklim Ribeiro de Sousa. Deste casamento nasceram três netos: Rogério Nuno Marquês de Sousa, Pedro Alexandre Marquês de Sousa e João Paulo Marquês de Sousa.
Alicerçam as declarações contidas nesta página, uma biografia solidamente documentada de sua vida, intitulada José Marquez, um campeão do ciclismo, também accessível em e-book. Há exemplares dessa biografia na Biblioteca do Congresso em Washington, na Torre do Tombo em Lisboa, na Biblioteca Nacional no Rio de Janeiro, na Biblioteca Mário de Andrade em São Paulo.

## Carreira Esportiva
1934
- 1934: vencedor das  “24 horas do Porto”, pelo Sporting, no “Estádio do Lima”.
- 1934: vencedor do “Corrida em Sobral de Monte Agraço”, pelo Sporting.
- 1934: vencedor do “Campeonato de Portugal de Fundo dos Independentes” , pelo Sporting.
- 1934: vencedor do “Campeonato Nacional de Estrada” , pelo Sporting.

1935
- 1935: vencedor dos “50 quilómetros clássicos”, pelo Clube Atlético de Campo de Ourique (CACO).
- 1935: vencedor dos “100 quilómetros clássicos”, pelo Clube Atlético de Campo de Ourique (CACO).
- 1935: vencedor dos “160 quilómetros da Taça de Preparação Olímpica”, pelo Clube Atlético de Campo de Ourique (CACO).
- 1935: vencedor do “VIII Giro do Minho”, pelo Clube Atlético de Campo de Ourique (CACO).
- 1935: vencedor do “Campeonato Distrital de Fundo”, pelo Clube Atlético de Campo de Ourique (CACO).
- 1935: vencedor da “VII Volta dos Campeões na Figueira da Foz”, pelo Clube Atlético de Campo de Ourique (CACO).
- 1935: vencedor do “Circuito da Bairrada”, pelo Clube Atlético de Campo de Ourique (CACO).
- 1935: vencedor do “100 quilómetros contra-relógio”, pelo Clube Atlético de Campo de Ourique (CACO).
- 1935: vencedor do “Campeonato Nacional de Fundo”, pelo Clube Atlético de Campo de Ourique (CACO).
- 1935: 2º colocado, mas, conforme os jornais, “vencedor moral” da “VI Volta a Portugal”, pelo Clube Atlético de Campo de Ourique (CACO).

1936
- 1936: vencedor dos “100 quilómetros contra-relógio”, pelo Clube Atlético de Campo de Ourique (CACO).
- 1936: vencedor dos “160 quilómetros contra-relógio”, pelo Clube Atlético de Campo de Ourique (CACO).
- 1936: vencedor da etapa "Lisboa - Tomar" do “Circuito-Tomar-Figueira da Foz-Lisboa”, pelo Clube Atlético de Campo de Ourique (CACO).
- 1936: vencedor de 3 etapas do “Circuito das Beiras”, pelo Clube Atlético de Campo de Ourique (CACO).
- Em 1936 vencedor do Circuito dos Campeões pelo Clube Atlético de Campo de Ourique (CACO).
- Em 1936 não há “Volta a Portugal”.

1937
- 1937: vencedor das “24 horas do Porto”, pelo Sporting, no “Estádio do Lima”.
- 1937: vencedor  do “Campeonato Nacional de Fundo”, pelo Sporting.
- 1937: vencedor do “Campeonato de Portugal de Fundo dos Independentes” , pelo Sporting.
- Em 1937 não há “Volta a Portugal”.

1938
- 1938: vencedor do “Campeonato Nacional de Fundo”, pelo Sporting.
- 1938: vencedor da “Competição Ciclística Internacional” no Recife, Brasil, representando Portugal.
- 1938: vencedor da “Competição Ciclística Internacional” em Juiz de Fora, Brasil, representando Portugal.
- 1938: vencedor da “Competição Ciclística Internacional” em São Paulo, Brasil, representando Portugal.
- 1938: vencedor da “Competição Ciclística Internacional” no Rio de Janeiro, Brasil, representando Portugal